# Eris (Mythologie)

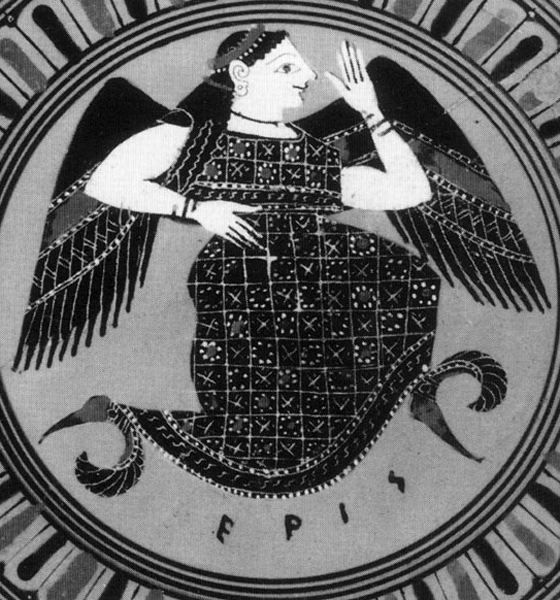
Eris auf einer griechischen Darstellung (ca. 550 v. Chr.)

Eris (altgriechisch Ἔρις Éris, auf einer Vase mit der Beischrift Ἴρις Íris bezeichnet; Personifikation von ἔρις éris, deutsch ‚Streit, Zank‘) ist in der griechischen Mythologie die Göttin der Zwietracht und des Streites. Sie ist Tochter der Nyx, gilt  auch als Schwester des Ares. Eris wurde aus der griechischen in die römische Mythologie als Discordia („Zwietracht“) übernommen.

## Apfel der Zwietracht
Sie ist bekannt durch den goldenen „Apfel der Zwietracht“ (den sprichwörtlichen „Zankapfel“ oder „Erisapfel“), den sie auf der Hochzeit des Peleus und der Thetis, zu der sie nicht eingeladen war, unter die Gäste warf. Auf diesem Apfel war die Widmung τῇ καλλίστῃ tḗ kallístē eingraviert, das bedeutet „der Schönsten“. Aphrodite, Athene und Hera begannen, um den Apfel zu streiten. Auf Anweisung des Zeus führte Hermes die drei zu Paris; dieser solle ihn der schönsten der drei Göttinnen geben. Paris entschied sich für Aphrodite, die ihm die schönste Frau der Welt versprochen hatte. Es erwies sich aber, dass sie bereits verheiratet war: Helena, die Frau des Königs von Sparta Menelaos. Ihre Entführung durch Paris löste dann den Trojanischen Krieg aus.

## Darstellung
Eris erscheint oft als hinkende, zusammengeschrumpelte, kleine Frau. Erst wenn sie es schafft, den Neid und den Hass der Menschen zu wecken, erblüht sie zu ihrer wahren Gestalt. Homer schreibt über sie in der Ilias: „... die rastlos lechzende Eris ..., die erst klein von Gestalt einherschleicht; aber in kurzem trägt sie hoch an den Himmel ihr Haupt, und geht auf der Erde. Diese nun streuete Zank zu gemeinsamem Weh in die Mitte, wandelnd von Schar zu Schar, das Geseufz’ der Männer vermehrend.“
In Werke und Tage des Hesiod ist neben der zänkischen Eris auch noch eine „gute“ angeführt, die den Menschen zur Arbeit anspornt.

## Nachkommen
In Hesiods Theogonie werden als Nachkommen der Eris genannt:
- Ponos (Πόνος Pónos, deutsch ‚die Mühsal‘)
- Lethe (Λήθη Lḗthē, deutsch ‚die Vergessenheit‘)
- Limos (Λιμός Limós, deutsch ‚der Hunger‘)
- Algea (Ἄλγεα Álgea, deutsch ‚der Schmerz‘)
- Hysminai (Ὑσμίναι Hysmínai, deutsch ‚die Schlachten‘)
- Makhai (Μάχαι Máchai, deutsch ‚die Kämpfe‘)
- Phonoi (Φόνος Phónos, deutsch ‚der Mord‘)
- Androktasiai (Ἀνδροκτασίας Androktasías, deutsch ‚das Gemetzel‘)
- Neikea (Νείκεα Neíkea, deutsch ‚der Hader‘)
- Pseudea (Ψεύδεα Pseúdea, deutsch ‚die Lüge‘)
- Amphilogiai (Ἀμφιλογίαι Amphilogíai, deutsch ‚der Wortstreit‘)
- Dysnomia (Δυσνομία Dysnomía, deutsch ‚die Gesetzlosigkeit‘)
- Ate (Ἄτη Átē, deutsch ‚die Verblendung‘)
- Horkos (Ὅρκος Hórkos, deutsch ‚der Eid‘)

## Rezeption
Eine postmoderne Rezeption des von Eris vertretenen Prinzips findet sich in der Religion des Diskordianismus, der vor allem durch die Romantrilogie Illuminatus! von Robert Shea und Robert Anton Wilson bekannt wurde.
Die Zwietracht (franz. La Discorde) gehört zu den Fabeln von La Fontaine.
Nach der Göttin der Zwietracht ist auch der Zwergplanet Eris benannt, dessen Entdeckung zu einem Streit um die Neudefinition des Begriffs „Planet“ und der Aberkennung des Planetenstatus von Pluto geführt hatte. Der Zwergplanet wurde so metaphorisch zum Zankapfel der Astronomen.

## In der Kunst
- In der Fernsehserie Herkules ist Zankapfel ein wiederkehrender Antagonist.
- In The New 52 (die neuen 52) Relaunched Wonder Woman wurde Eris zu „Strife“ umbenannt. Sie ist sarkastisch, giftig und eine Trinkerin. Sowohl  Diana als auch Hermes erachten ihre Mentalität als die eines gehässigen Kindes.
- Im Film Sinbad – Der Herr der sieben Meere (2003) wird Eris als Göttin des Chaos dargestellt.
- In EVE Online ist Eris der Name der Gallente Interdictor (Raumschiff).
- In der Animeserie KonoSuba: God’s blessing on this wonderful world! wird Eris als Göttin einer mit der Protagonistin Aqua konkurrierenden Religion dargestellt.
- Im Videospiel Hades ist einer der Aspekte der Waffe Exogryph nach Eris benannt.
- Im Videospiel Hades II tritt Eris als Zwischenboss auf. Als Belohnung nach dem Sieg über sie erhält man einen goldenen Apfel.
- Im Buch Olympos, Krieg der Götterkinder ist der Zankapfel ein Golden Delicious aus der Zukunft. Dieser wird von den drei Zeitreisenden Frauen, von Athena, Paris bei einer Hochzeit geschenkt, mit der Bitte zu schlichten. Im Streit, welche von ihnen beim Fest am Abend denn nun den goldenen Kopfschmuck tragen darf, lässt Paris die drei Frauen je eine Rose ziehen. Dr. Sarah Jones, welche zufällig kurz zuvor auch Paris’ Vater vor einem Attentäter rettete, erwischt die Rose mit dem längsten Stiel und gewinnt. Durch Veränderung der Zeitlinie, und da Paris die Begebenheit wohl etwas anders als geschehen weiter erzählte, sowie aufgrund der folgenden Jahrhunderte mündlicher Überlieferung, entstand im Buch der Mythos vom Zankapfel.

## Abgeleitete Begriffe
- Eristik, die Lehre vom Streitgespräch